# Fun Boy Three

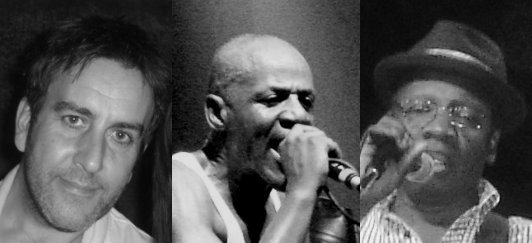
Terry Hall, Neville Staple y Lynval Golding de Fun Boy Three.

Fun Boy Three (literalmente, chicos divertidos 3) es un grupo musical británico formado en 1981 por Terry Hall, Neville Staples y Lynval Golding, todos ellos ex-componentes de la banda de ska The Specials. La banda se disolvió en 1983.
De los 3 componentes de la banda, el más conocido es Terry Hall, que ha participado en otros grupos y también ha sacado discos en solitario, y aunque no ha tenido ningún gran éxito comercial, es considerado una personalidad que ha influido notablemente en la música británica actual.

## Discografía

### Álbumes
- 1982 - Fun Boy Three
- 1983 - Waiting, producido por David Byrne.

### Sencillos
- 1981 - The Lunatics (Have Taken Over the Asylum)
- 1982 - It Ain't What You Do It's The Way That You Do It, grabado junto con Bananarama.
- 1982 - Really Saying Something, grabado junto con Bananarama.
- 1982 - The Telephone Always Rings
- 1982 - Summertime
- 1982 - The More I See (The Less I Believe)
- 1983 - Tunnel of Love
- 1983 - Our Lips Are Sealed

- Datos: Q1473992
- Multimedia: Fun Boy Three / Q1473992